# Kirk DeMicco

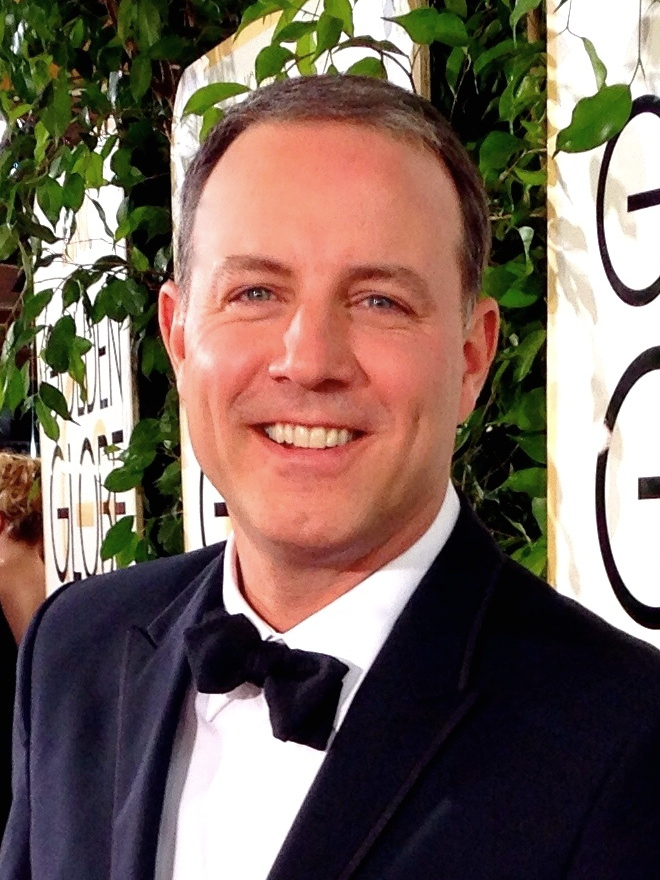

Kirk DeMicco é um roteirista, cineasta e produtor cinematográfico americano. Como reconhecimento, foi nomeado ao Oscar 2014 na categoria de Melhor Filme de Animação por The Croods.
Kirk nasceu em Nova York e foi criado em Wyckoff, Nova Jersey. Ele frequentou a Universidade do Sul da Califórnia, onde se formou em 1991, em economia e ciências políticas. 